# Hans Hattesen
Hans Henrik Hattesen (født 12. maj 1958 i København) er en dansk tidligere håndboldspiller som deltog under Sommer-OL 1980 og Sommer-OL 1984.
I 1980 var han med på Danmarks håndboldlandshold som endte på en niendeplads under Sommer-OL. Han spillede i fem kampe og scorede syv mål.
Fire år senere kom han på en fjerdeplads med det danske hold under Sommer-OL 1984. Han spillede i alle seks kampe og scorede 14 mål.
I alt spillede han 134 landskampe og scorede 284 mål for Danmark. På klubniveau spillede han for Virum-Sorgenfri HK i Danmark og Pfadi Winterthur i Schweiz. I 1985 var han topscorer i den danske liga og blev udnævnt som årets håndboldspiller i Danmark.